# Chevel Jamit
Chevel Jamit (hebrejsky: חבל ימית, anglicky: Hevel Yamit) byl blok izraelských osad nacházející se v letech 1967–1982 v severovýchodním cípu Sinajského poloostrova okolo města Jamit.

## Vznik bloku Chevel Jamit
Povrch této oblasti (označované též jako Pitchat Rafijach, hebrejsky: פתחת רפיח) je tvořen písečnými dunami a podél pobřeží Středozemního moře sem od severovýchodu přesahuje úzký pruh zemědělsky obdělávané půdy. Do roku 1967 bylo obyvatelstvo této oblasti ryze arabské, zčásti usedlé (v okolí města Rafáh), zčásti kočovné a polokočovné (Beduíni). V roce 1967 byla celá oblast Sinajského poloostrova během Šestidenní války dobyta izraelskou armádou. 
Izraelská vládní levicová strana Ma'arach se na přelomu 60. a počátkem 70. let 20. století rozhodla tento region využít pro intenzivní osidlování. Izraelské osady zde měly vytvořit trvalou bariéru mezi Pásmem Gazy a Sinajským poloostrovem. Centrem bloku těchto osad mělo být nové město Jamit, které se podle plánů prosazovaných Mošem Dajanem mělo stát velkoměstem s námořním přístavem. Výstavba Jamitu skutečně začala roku 1973 a v jeho okolí došlo již předtím k zakládání zemědělských osad. Navzdory nízkým dešťovým srážkám se zdejší půda ukázala jako vhodná pro intenzivní farmaření s využitím zavlažovacích sítí. Na plážích Středozemního moře se předpokládal vznik turistického průmyslu. V roce 1977 už měl Jamit cca víc než 2000 obyvatel (podle jiného zdroje jen 1000) a do roku 1981 vzrostl počet obyvatel v zemědělských vesnicích v okolí Jamitu na 2000. Zavlažované pozemky dosáhly rozlohy přes 12 000 dunamů (12 kilometrů čtverečních). Zdejší osady se specializovaly na pěstování zeleniny, květin, citrusů a ovoce. Byly zde i vinice. Část plodin dozrávala ve skleníkách. Ideologicky patřili zdejší osadníci jak ke stoupencům pravice (hnutí Cherut, Betar a strana Likud) tak levice (Ma'arach respektive Izraelská strana práce). Organizačně se zdejší osady dělily na kibucy a mošavy.
V roce 1976 schválila pod dojmem úspěchu zdejších osad izraelská odborová centrála Histadrut plán další expanze tohoto bloku, respektive založení nového bloku, který se měl rozkládat jižním směrem a vytvořit mezi městy Jamit a Beerševa síť desítek nových izraelských vesnic. Tento plán ale již nebyl realizován.

## Demontáž bloku Chevel Jamit
Ještě během počátečních fází izraelsko-egyptských mírových rozhovorů Izrael hodlal území Chevel Jamit ponechat pod svou suverenitou. Vláda Menachema Begina zde ovšem zastavila zřizování nových osad a pouze rozšiřovala ty stávající. Egyptský prezident Anvar as-Sádát to ovšem odmítl a v rámci Egyptsko-izraelské mírové smlouvy bylo rozhodnuto, že celý Sinaj bude vrácen Egyptu. 
Zdejší osadníci a jejich vesnice měly být přestěhovány do sousední oblasti ve vlastním Izraeli (region Pitchat Šalom). 30. března 1982 schválil Kneset plán kompenzací pro zdejší usedlíky. V roce 1979 mezitím začalo vyklízení zdejších osad (jako první přišla na řadu Naot Sinaj) a vyklízení této osady bylo poprvé provázeno potyčkami s izraelskou armádou. Nacionalističtí aktivisté pokračovali v zakládání nových neoficiálně uznávaných osad v Chevel Jamit. Jako poslední byla ještě v lednu 1982 založena vesnice Ma'oz ha-Jam. Do oblasti zároveň přicházeli narychlo noví radikálně orientovaní osadníci, zatímco část původních obyvatel odcházela a stěhovala se do vlastního Izraele. 
Koncem února 1982 izraelská vláda oblast uzavřela a vpouštěla do ní jen obyvatele, kteří zde měli trvalé bydliště. V dubnu 1982 pak začalo vystěhovávání osadníků, které bylo provázeno dalšími potyčkami a demonstracemi. Nakonec se ale vše obešlo bez vážných zranění a obětí na životech. Poslední izraelští civilisté odešli 25. dubna 1982 a 26. dubna byla oblast oficiálně předána Egypťanům. Mezitím začala izraelská armáda s demolicí zdejších domů. Kromě osady Naot Sinaj byla veškerá zástavba Chevel Jamit zbořena.

## Seznam sídel v Chevel Jamit
| - Acmona - Avšalom - Dikla - Charuvit - Checer Adar - Cholit - Jamit - Ma'oz ha-Jam | - Naot Sinaj - Netiv ha-Asara - Nir Avraham - Priel - Sadot - Sufa - Talmej Josef - Ugda |